# Egestriomina fulvipennis
Egestriomina fulvipennis es una especie de coleóptero de la familia Anthicidae.

## Distribución geográfica
Habita en Queensland (Australia).